# مسجد كامبونج باندان
مسجد كامبونج باندان أحد مساجد بروناي .

## الموقع
يقع المسجد في بلدة كامبونج باندان، والتي تقع على بعد حوالي خمسة كيلومترات من بلدة بيكان بلايت في بروناي .

## البناء
تم البدء في بناء مسجد كامبونج باندان في الثامن عشر من شهر مارس من عام 1994، على موقع أرض مساحتها 6.5 فدان، وتم الانتهاء من أعمال البناء في السابع عشر من شهر ديسمبر من عام 1995، بتكلفة قدرها 14،000.000.00 دولار .

## الافتتاح
وقد استخدام مسجد كامبونج باندان وافتتاحه لأول مرة في الثامن والعشرين من شهر فبراير من عام 1996. ويمكن للمسجد أن يستوعب ما مجموعه 1،100 مصلي في وقت واحد، واحدة من التسهيلات المتاحة في المسجد هو وجود مكتبة تحتوي على العديد من الكتب.